# Ingram (Bischof)
Ingram (auch Ingelram oder Engelram; † 2. Februar 1174) war ein schottischer Höfling und Geistlicher. Von 1161 oder 1162 bis 1164 war er königlicher Kanzler, anschließend war er Bischof von Glasgow.

## Herkunft und Aufstieg zum Kanzler von Schottland
Die Herkunft von Ingram ist unbekannt, doch dem Namen nach waren er und seine Brüder Simon und William keine Schotten. Er diente  ab etwa 1140 als Schreiber und dann als Kanzler von Henry, Earl of Northumberland, dem ältesten Sohn des schottischen Königs David I. Nach dem Tod von Henry im Juni 1152 trat Ingram als Schreiber in den Dienst von dessen Sohn Malcolm, der 1153 als Malcolm IV. schottischer König wurde. Irrtümlicherweise wird Ingram oft bereits früh als königlicher Kanzler bezeichnet, doch erst 1161 oder 1162 wurde ihm dieses Amt förmlich übertragen.

## Aufstieg als Geistlicher
Obwohl Ingram bislang nur zum Diakon geweiht worden war, wurde er 1161 oder 1162 zum Archidiakon von Glasgow ernannt. Dabei stand er weiterhin vor allem im Dienst des Königs. Als Roger de Pont l’Évêque, der englische Erzbischof von York, im Sommer 1164 den Rang eines päpstlichen Legaten und die Oberhoheit über die zu dieser Zeit vakanten schottischen Bistümer St Andrews und Glasgow beanspruchte, führte Ingram eine Delegation an, die in Norham an der schottisch-englischen Grenze die Ansprüche des Erzbischofs zurückwies. Anschließend wandte sich Ingram an Papst Alexander III., der sich zu dieser Zeit wegen des Konflikts mit dem römisch-deutschen Kaiser Friedrich I. in Frankreich aufhielt. Wenige Wochen später, vermutlich am 13. September, wurde Ingram durch den Einfluss des schottischen Königs zum Bischof des Bistums Glasgow ernannt. Im französischen Sens wurde er am 22. Oktober 1164 zunächst zum Priester und am 28. Oktober trotz Proteste von Erzbischof Roger von York von Papst Alexander III. zum Bischof geweiht. Zuvor hatte er sein Amt als königlicher Kanzler niedergelegt.

## Tätigkeit als Bischof
Ingrams Eingaben an den Papst waren bemerkenswerterweise erfolgreich, denn nach 1164 verzichtete der Erzbischof von York auf seine Ansprüche auf die Oberhoheit über Glasgow, bis diese 1176 endgültig zurückgewiesen wurden. Ingram hatte mit Glasgow eines der reichsten schottischen Bistümer übernommen. Es war im 12. Jahrhundert eines von nur vier schottischen Bistümern, in denen das Amt eines Archidiakons bestand. Die Kathedrale von Glasgow hatte um 1170 als einzige schottische Kathedrale ein Kathedralkapitel mit sieben Kanonikern und einem Dekan. Ingram übte sein Amt aber offenbar ohne Begeisterung aus. Abgesehen von drei Urkunden, in denen Besitzungen des Bistums bestätigt wurden, ist über seine Tätigkeit als Bischof fast nichts bekannt. So ist auch nicht bekannt, ob er den von seinem Vorgänger begonnenen Aufbau des Kathedralkapitels und an der Ausstattung des Kapitels mit Besitzungen und Rechten fortsetzte. Als Bischof war er wahrscheinlich an der Gründung von Paisley Priory durch den königlichen Steward Walter fitz Alan um 1169 beteiligt. Am 22. Mai 1171 überwachte er die Öffnung des Grabes von Abt Waltheof von Melrose. 1173 versuchte er vergeblich, das Bündnis von König Wilhelm mit dem jungen englischen König Heinrich zu verhindern. Das Bündnis führte zum Krieg mit dem englischen König Heinrich II. Ingram starb, bevor der schottische König in englische Gefangenschaft geriet und damit den Krieg verlor. Zuvor hatte König Wilhelm nach Ingrams Tod die Besitzungen des Bistums Glasgow plündern lassen.